# Danny Vera
Danny Vera, geboren als Danny Polfliet (Middelburg, 31 mei 1977), is een Nederlandse zanger, muzikant en songwriter. Zijn muziek valt onder de noemer americana.

## Biografie
In 1999 vormde hij zijn eerste band, Till Dawn, waarmee hij in 2000 de Zeeuwse Belofte (Grote Prijs van Nederland) won. Vera behoorde in die periode tevens tot de allereerste lichting studenten van de Rockacademie in Tilburg, net als klasgenoten Jacqueline Govaert en Floor Jansen. Met Till Dawn volgden diverse shows door heel Nederland. In 2002 kreeg Vera een solocontract bij Universal Music.
In 2003 verscheen zijn eerste album, For the Light in Your Eyes. De single "My Confession" (2003) behaalde de eerste plaats in de Turkse hitparade. Wegens tegenvallende resultaten van het album haakte Universal Music in 2004 af. Vera ging verder met het schrijven van nummers, en werkte in eigen beheer aan een nieuw album, Hold on a While, dat in 2005 verscheen. Aan dit album werkte ook Hershel Yatovitz mee, de gitarist van Chris Isaak, die een track inspeelde en er een aantal produceerde. Het album bevatte tevens een duet met Nancy Casteele, dat later nog in een uitvoering werd gebracht met zangeres Maud Mulder.
Zijn derde album, Ordinary Man, nam hij in zijn eigen studio op, met medewerking van onder anderen Tren van Enckevort (accordeonist van Rowwen Hèze), Leona Philippo en Hans Dagelet. De nummers "1000 Miles","El Veracone" en "Hold on a While" werden gebruikt in de Nederlandse bioscoopfilm Kapitein Rob en het geheim van Professor Lupardi met onder meer Katja Schuurman en Thijs Römer. Vera is tevens als zichzelf te zien in deze film.
In april 2009 trok Vera naar de Hilltop Studios in Nashville, Tennessee om zijn vierde album, Pink Flamingo, op te nemen. Daar werkte hij met sessiemuzikanten van onder anderen Garth Brooks en Toto aan een geluid dat herkenbaar is van grote Amerikaanse producties. Het opnameproces werd vastgelegd en verwerkt tot een documentaire die op dvd werd bijgeleverd. In de film is een rol weggelegd voor voetbaljournalist en muziekliefhebber Johan Derksen. Dankzij hem werden Vera en zijn band in augustus 2009 de vaste huisband in de bekende voetbaltalkshow Voetbal Inside op RTL7. Tevens was Vera te zien tijdens de speciale EK/WK uitzendingen (VI Oranje) die in 2010, 2012 en 2014 zijn gemaakt. Vera speelde hierin onder meer zijn zelf geschreven nummer "Orange Glow". Van 2011 tot en met 2014 was Vera tevens de huisband van het dagelijkse Tour du Jour op dezelfde zender, het nummer "Tomorrow will be mine" was hierin de dagelijkse opening. In 2017 werd het nummer weer gebruikt in de opening en afsluiting van het wielerprogramma. Het nummer stond één week genoteerd in de Mega Top 50 op nr. 39; in de Single Top 100 stond het vier weken in de lijst en behaalde het de 20e plaats. Gedurende de COVID-pandemie werd er minder regelmatig in uitzendingen gespeeld. Uiteindelijk werd er gestopt als huisband in december 2021 bij het tv-programma dat intussen was hernoemd in Veronica Inside. Het programma verhuisde naar SBS6 en veranderde van naam in Vandaag Inside waar Vera en band nog te zien en te horen zijn in de leader.
Ook schreef Danny Vera in 2009 de tekst (en zong deze in) voor de single "Headin' for the City", die vervolgens werd gebruikt in de Royal Clubreclame met de tuinkabouter. Het nummer stond zeven weken in de top 100 en één week nummer 10 in de iTunes top 100.
Op 1 mei 2013 werd bekend dat Danny Vera overstapte naar productiemaatschappij Excelsior. In juli 2013 nam hij in SSE Noord, de studio van Frans Hagenaars, zijn album 'Distant Rumble' op. Aan dit album werkte James Burton mee, onder meer gitarist bij Elvis Presley, Gram Parsons, The Everly Brothers, Emmylou Harris, John Denver, Johnny Cash en Jerry Lee Lewis.
Vera werd op 19 november 2014 door mannentijdschrift Esquire uitgeroepen tot best geklede man van Nederland.
In 2019 belandde het nummer 'Roller Coaster' van zijn album 'Pressure makes Diamonds Part II' in de hitparades. In de Single Top 100 scoorde hij met dit nummer zijn vijfde hit. Na een aarzelende start groeide het nummer uit tot een grote hit. Pas in de 38e week steeg het naar zijn hoogste notering: de 8e plaats. In de Top 40 stond het 27 weken genoteerd zonder de top 20 te bereiken. Aan het eind van 2019 bleek het succesvol te zijn in aller tijden-lijsten zoals de Evergreen Top 1000 van Radio 5 (nr. 16) en de Top 4000 van Radio 10 (nr. 8). In de Top 2000 van NPO Radio 2 was het de hoogste nieuwe binnenkomer ooit op plaats 4. 
In 2020 werd Roller Coaster de nummer 1 van de NPO Radio 2 Top 2000. in 2021 haalde hij ook met het nummer Roller Coaster nummer 2 van de NPO Radio 2 Top 2000.
Op 2 september 2020 zong Vera bij Jinek zijn net voor zijn ongeboren kind geschreven lied For Someone I Still Don’t Know.
Vera is sinds maart 2021 een aantal keer onderdeel geweest van de gelegenheidsformatie The Streamers, die tijdens de coronapandemie gratis livestream-concerten gaven. Nadat de coronaregels in grote lijnen los werden gelaten, kondigde de formatie ook concerten met publiek aan.
Van 28 juni 2021 tot en met 9 juni 2024 presenteerde hij elke zondag van 10.00 - 12.00 uur Vera's Vintage Vibes op Radio Veronica. Hij draaide er liedjes uit de jaren vijftig en zestig.

## Privéleven
Vera trouwde in zijn geboortestad met model en actrice Escha Tanihatu (Vlissingen, 23 juli 1984), ook bekend als gastvrouw van VI. In december 2020 kreeg het stel een dochter. Vera deed in 2024 mee aan het tv-programma Verborgen verleden om meer over zijn afkomst te weten te komen. Hij bleek af te stammen van Franse Hugenoten.

## Liveband

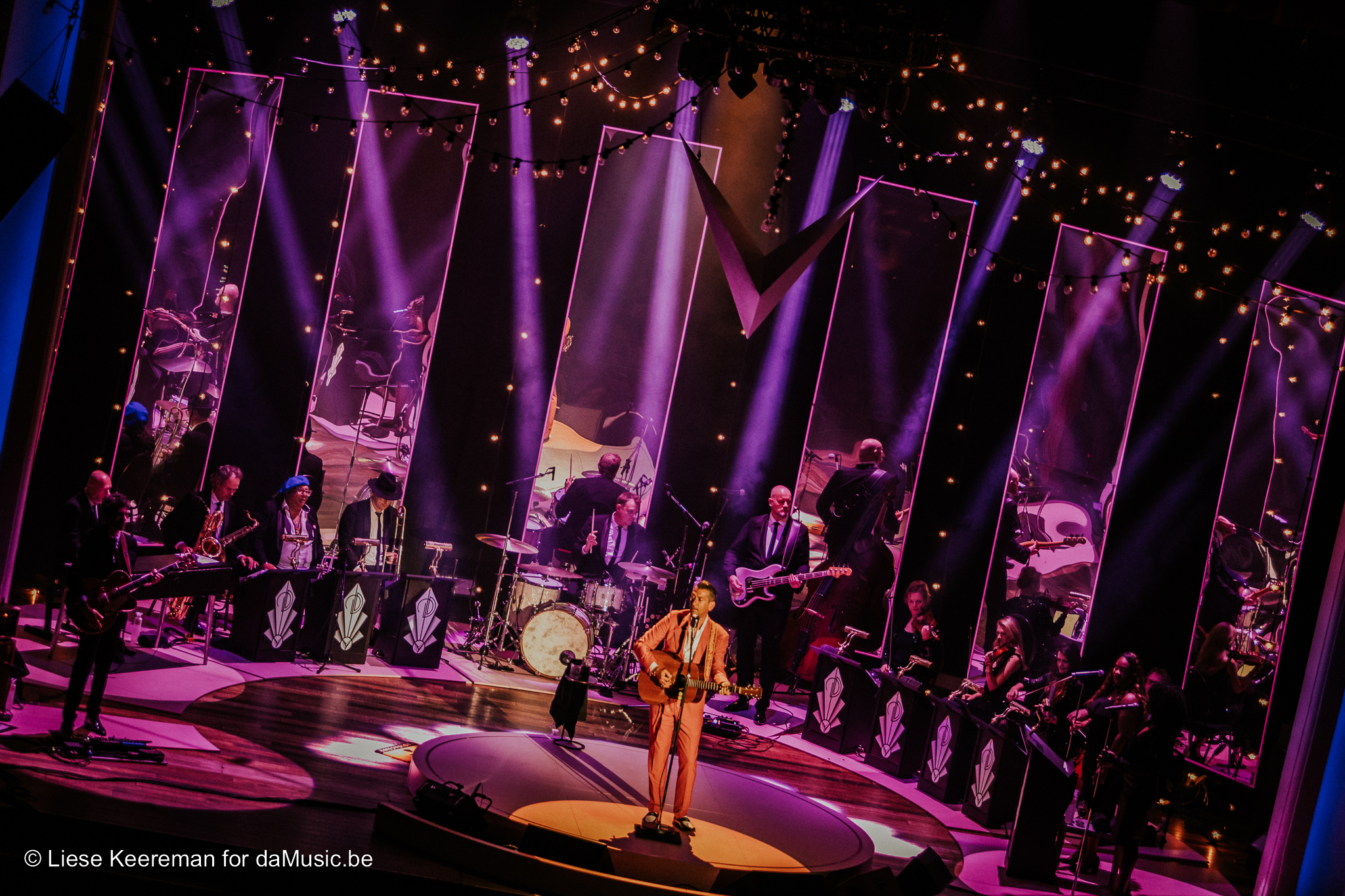
Danny Vera & band (2015)

- Maarten Ouweneel — gitaar (2021-heden)
- Gert-Jan Zegel — drums (2011-heden)
- Eric Swinkels — toetsen (2009-heden)
- Almer Kaasschieter — bas / bandleider (1999-2003, 2009-heden)

### Uitbreidingen Liveband
- Aldiner Laurent — Backings
- Raquel Brown — Backings
- Dutch String Collective o.l.v. Marieke de Bruijn
- Aristo Horns o.l.v. Fred van Straten

### Crew
- Han Wannemakers — Tourmanager
- Steven Pollema — F.O.H  Engineer
- Jurian van der Boom — Monitor Engineer
- Pascal Parent — Lighting Designer
- Arwin Wensveen — Guitar Tech & Backline
- Yvonne Groenendijk — Guitar Tech & Backline
- Marthijn Verstelle — Privéchauffeur & persoonlijk assistent

### Oud-bandleden
- Rob de Groot — gitaar (2013 - 2020)
- Jan Annesson Schöwer — gitaar (2000 - 2006, 2011 - 2012)
- Wim van de Vliert — gitaar (2009 - 2011)
- Lars Beuving — drums (2009 - 2011)
- Jesse Beuker — drums (2001 - 2002)
- Marcel Minet — drums (1999 - 2001)
- Remy Lissenburg — gitaar (1999 - 2000)

## Discografie

### Albums
| Album met eventuele hitnotering(en) in de Nederlandse Album Top 100 | Datum van verschijnen | Datum van binnenkomst | Hoogste positie | Aantal weken | Opmerkingen                               |
| ------------------------------------------------------------------- | --------------------- | --------------------- | --------------- | ------------ | ----------------------------------------- |
| For the Light in Your Eyes                                          | 2002                  | -                     | -               | -            |                                           |
| Hold On a While                                                     | 12-04-2005            | -                     | -               | -            | met onder anderen Hershel Yatovitz        |
| Ordinary Man                                                        | 31-08-2007            | -                     | -               | -            |                                           |
| Pink Flamingo                                                       | 11-09-2009            | -                     | -               | -            |                                           |
| The best of Danny Vera                                              | 14-09-2012            | -                     | -               | -            |                                           |
| Distant Rumble                                                      | 02-11-2013            | 09-11-2013            | 61              | 3            | met onder anderen James Burton (gitarist) |
| The New Black & White                                               | 09-10-2014            | 01-11-2014            | 100             | 1            | EP                                        |
| The New Black & White, PT. II                                       | 10-09-2015            | 19-09-2015            | 14              | 5            | EP                                        |
| The Outsider                                                        | 01-09-2016            | 10-09-2016            | 5               | 5            |                                           |
| The New Black & White, PT. III                                      | 06-10-2017            | 14-10-2017            | 51              | 2            | EP                                        |
| Pressure Makes Diamonds 1 - The Year of the Snake                   | 09-11-2018            | *                     | *               | *            | * zie Pressure Makes Diamonds 1 & 2       |
| Pressure Makes Diamonds 2 - Pompadour Hippie                        | 15-02-2019            | *                     | *               | *            | * zie Pressure Makes Diamonds 1 & 2       |
| Pressure Makes Diamonds 1 & 2                                       | 15-02-2019            | 23-02-2019            | 4               | 180          |                                           |
| Pressure Makes Diamonds - Live                                      | 13-12-2019            | 21-12-2019            | 14              | 14           |                                           |
| Pressure Makes Diamonds                                             | 25-09-2020            | *                     | *               | *            | * zie Pressure Makes Diamonds 1 & 2       |
| The New Black & White, PT. IV - Home Recordings                     | 28-08-2020            | 05-09-2020            | 21              | 2            | EP                                        |
| The New Now                                                         | 13-11-2020            | 21-11-2020            | 1(5wk)          | 32           |                                           |
| The New Black & White, PT. V                                        | 30-09-2022            | 08-10-2022            | 1(1wk)          | 2            | EP                                        |
| DNA                                                                 | 13-10-2023            | 21-10-2023            | 1(1wk)          | 5*           |                                           |

| Album met hitnotering(en) in de Vlaamse Ultratop 200 albums | Datum van verschijnen | Datum van binnenkomst | Hoogste positie | Aantal weken | Opmerkingen |
| ----------------------------------------------------------- | --------------------- | --------------------- | --------------- | ------------ | ----------- |
| Pressure Makes Diamonds 1 & 2                               | 2019                  | 07-03-2020            | 33              | 16           |             |
| Pressure Makes Diamonds - Live                              | 2019                  | 18-04-2020            | 157             | 1            |             |
| The New Now                                                 | 2020                  | 21-11-2020            | 61              | 2            |             |
| The New Black & White, PT. V                                | 2022                  | 08-10-2022            | 148             | 1            | EP          |
| DNA                                                         | 2023                  | 21-10-2023            | 66              | 1            |             |

### Singles
| Single met eventuele hitnotering(en) in de Nederlandse Top 40 | Datum van verschijnen | Datum van binnenkomst | Hoogste positie | Aantal weken | Opmerkingen                                        |
| ------------------------------------------------------------- | --------------------- | --------------------- | --------------- | ------------ | -------------------------------------------------- |
| Heart Half Empty                                              | 2003                  | -                     | -               | -            | met Toni Willé                                     |
| I Was Made for Lovin' You                                     | 2003                  | -                     | -               | -            | cover van Kiss                                     |
| My Confession                                                 | 2003                  | -                     | -               | -            | Nr. 86 in de Single Top 100                        |
| Headin' For the City                                          | 2009                  | -                     | -               | -            | Nr. 46 in de Single Top 100                        |
| Orange Glow                                                   | 2010                  | -                     | -               | -            | Nr. 77 in de Single Top 100                        |
| Tomorrow Will Be Mine                                         | 2011                  | -                     | tip 10          | -            | Nr. 20 in de Single Top 100, #39 in de Mega Top 50 |
| Orange Glow                                                   | 2012                  | -                     | -               | -            | Nr. 93 in de Single Top 100                        |
| Find Me                                                       | 2012                  | -                     | -               | -            |                                                    |
| The Devil's Son                                               | 2013                  | -                     | -               | -            |                                                    |
| Back to Black                                                 | 2014                  | -                     | -               | -            |                                                    |
| Expandable Time                                               | 2015                  | -                     | -               | -            |                                                    |
| Hiding                                                        | 2016                  | -                     | -               | -            |                                                    |
| Roller Coaster                                                | 2019                  | 13-04-2019            | 14              | 33           | #5 in de Single Top 100 / Alarmschijf              |
| Oblivious Desire                                              | 2020                  | -                     | tip 14          | -            |                                                    |
| Hold On to Let Go                                             | 2020                  | -                     | tip 19          | -            |                                                    |
| Pressure Makes Diamonds                                       | 2020                  | -                     | tip 10          | -            |                                                    |
| The Weight                                                    | 2020                  | 21-11-2020            | 37              | 7            |                                                    |
| For Someone I Still Don't Know                                | 2020                  | -                     | tip 22          | -            |                                                    |
| Tuesday                                                       | 2021                  | -                     | tip 15          | -            |                                                    |
| Voor altijd                                                   | 2021                  | -                     | tip 17          | -            | Als liedschrijver en producer / met André van Duin |
| Make It a Memory                                              | 2022                  | 15-04-2022            | 31              | 6            | met Krezip                                         |
| Like It Always Was                                            | 2023                  | -                     | -               | -            |                                                    |

### Dvd's
| Dvd's met hitnoteringen in de Nederlandse Music Top 30 | Datum van verschijnen | Datum van binnenkomst | Hoogste positie | Aantal weken | Opmerkingen |
| ------------------------------------------------------ | --------------------- | --------------------- | --------------- | ------------ | ----------- |
| Pink Flamingo                                          | 2010                  | 30-01-2010            | 27              | 1            |             |

### NPO Radio 2 Top 2000
| Nummers met noteringen in de NPO Radio 2 Top 2000 | '19 | '20  | '21  | '22  | '23  | '24  |
| ------------------------------------------------- | --- | ---- | ---- | ---- | ---- | ---- |
| Hold On to Let Go                                 | ×   | -    | 649  | 976  | 1290 | 1599 |
| Make It a Memory (met Krezip)                     | ×   | ×    | ×    | -    | 270  | 264  |
| Pressure Makes Diamonds                           | ×   | -    | 851  | 1069 | 1234 | 1471 |
| Roller Coaster                                    | 4   | 1    | 2    | 2    | 2    | 4    |
| The Devil's Son                                   | -   | 1077 | 1455 | 1561 | 1609 | 1731 |
| The Weight                                        | ×   | 1333 | 792  | 1487 | 1925 | -    |

1. ↑  Een '-' betekent dat het nummer niet was genoteerd, een '×' betekent dat het nummer nog niet was uitgebracht en een vetgedrukt getal geeft de hoogste notering van een nummer aan.
2. ↑  2019 was het eerste jaar met een notering voor Danny Vera.

## Wetenswaardigheden
- In 2003 is hij te horen in de Nederlandse versie van de Disneyfilm 101 Dalmatiërs 2: Het avontuur van Vlek in Londen. In deze film zingt hij het nummer “nog een keer”.
- In 2015 speelde hij de rol van een handlanger van een maffiabaas in de film De Boskampi's.